# دلک (افغانستان)
دلک یک منطقهٔ مسکونی در افغانستان است که در ولایت کابل واقع شده‌است. دلک ۲٬۲۶۵ متر بالاتر از سطح دریا واقع شده‌است.